# یواس‌اس ماکائو (ای‌اس‌آر-۱۱)
یواس‌اس ماکائو (ای‌اس‌آر-۱۱) (به انگلیسی: USS Macaw (ASR-11)) یک زیردریایی بود که طول آن ۲۵۱ فوت ۴ اینچ (۷۶٫۶۱ متر) بود. این زیردریایی در سال ۱۹۴۲ ساخته شد.